# Defense Meritorious Service Medal
Defense Meritorious Service Medal (förkortning: DMSM) är en militär förtjänstmedalj som delas ut av USA:s försvarsdepartement för enastående meriterande prestation eller tjänst utanför strid.
Den ges för tjänstgöring i försvarsgrensövergripande befattningar, för motsvarande insatser i försvarsgrensspecifika befattningar istället ges den lägre Meritorious Service Medal. 

## Utdelning
Medaljen instiftades 3 november 1977 av USA:s president Jimmy Carter genom utfärdandet av exekutivorder 12019. Behöriga var ursprungligen enbart de som tjänstgjorde i USA:s väpnade styrkor.
DDSM skapades som en motsvarighet för Meritorious Service Medal, fast avsedd för enastående meriterande prestation eller tjänst i en försvarsgrensövergripande befattning. Medaljen utdelas i försvarsministerns namn, men utdelningsrätten är vidaredelegerad till lägre befattningshavare.
Med försvarsgrensövergripande avses en organisation som inte tillhör en specifika försvarsgren. Exempel är högre staber som Office of the Secretary of Defense (OSD) eller Joint Staff, försvarsmyndigheter som Defense Intelligence Agency (DIA) eller Defense Logistics Agency (DLA), samt militärkommandon som United States Central Command eller United States European Command. Även bilaterala och multilaterala staber (exempelvis inom Nato) omfattas också.
Genom exekutivorder 13666 som utfärdades 2014 av Barack Obama utvidgades behörighetskriteriet till att även omfattar utländska militärer som tjänstgör tillsammans med amerikanska militärer i sådana organisationer.
Den som mottagit samma utmärkelse två gånger bär ett eklöv i metall på släpspännet, tre gånger med två eklöv osv. För prestationer eller tjänster inom samma typer av organisationer fast på högre nivå finns Defense Superior Service Medal.